# Лотус (команда Формулы-1, 2012—2015)
Лотус (англ. Lotus F1 Team) — британская автогоночная команда, выступавшая в чемпионате мира Формулы-1. Является преемницей заводской команды «Рено», проданной в конце 2009 года частному люксембургскому инвестиционному фонду Genii Capital. В сезоне 2010 года команда выступала под именем Рено, несмотря на то что являлась частной.
С 2011 года спонсором и совладелецем команды являлась компания Lotus Cars, а команда называлась Lotus Renault GP. В сезоне 2012 года была переименована в Lotus F1 Team, однако в апреле основной владелец — инвестиционная компания Genii — разорвала контракт титульного спонсора с Lotus Cars после того, как стало известно о неустойчивом финансовом положении производителя спорткаров. В 2015 году команда была продана Renault Group и, начиная с 2016 года выступает как Renault Sport Formula One Team.

## История

### Сезон 2012
С 2012 года пилотами команды являются чемпион мира 2007 года финн Кими Райкконен, пропустивший два сезона, и француз Ромен Грожан, также не выступавший в Формуле-1 с конца 2009 года.

### Сезон 2013
В первой же гонке сезона, в Австралии, Райкконен, стартовав седьмым, выиграл, оставив позади находящиеся в хорошей форме на старте сезона автомобили Ред Булл, Феррари и Мерседеса. Это стало возможно благодаря тактике двух пит-стопов, а не трёх, как у остальных пилотов лидирующей группы. Грожан проехал не очень удачно, опустившись со стартового восьмого места на финишное десятое.

### Сезон 2014
В конце ноября 2013 года стало известно, что с командой на сезон 2014 подписал контракт Пастор Мальдонадо при спонсорской поддержке венесуэльской нефтяной компании PDVSA; также был продлён контракт с Грожаном.

### Сезон 2015
9 октября 2014 года стало известно, что с 2015 года они будут использовать моторы Mercedes.
В 2015 году финансовые проблемы команды часто становятся источником новостей.
По окончании сезона становится известно, что команда продана концерну Рено за символическую сумму в 1 фунт стерлингов.

## Результаты выступлений в гонках
| Легенда к таблице |                                                                    |
| --- | ------------------------------------------------------------------ |
| В таблице перечислены результаты всех Гран-при Формулы-1, в которых принимала участие команда. Строками таблицы являются сезоны, столбцами — этапы чемпионата мира. В каждой клетке указаны сокращённое название этапа и результаты гонщиков команды, дополнительно обозначенные цветом. Расшифровка обозначений и цветов представлена в нижеследующей таблице. |                                                                    |
| \| Пример \| Описание \| \| ------------ \| ------------------------------------------------------------------ \| \| 1 \| Победитель \| \| 2 \| Второе место \| \| 3 \| Третье место \| \| 5 \| Финишировал, заработав очки \| \| Сход \| Не финишировал, но при этом заработал очки \| \| 12 \| Финишировал, не получив очков \| \| НКЛ \| Финишировал, но не попал в финальную классификацию \| \| 15 \| Участвовал вне зачёта, либо по отдельной классификации \| \| 18 \| Не финишировал, но попал в финальную классификацию \| \| Сход \| Не финишировал \| \| НКВ \| Не прошёл квалификацию \| \| НПКВ \| Не прошёл предквалификацию \| \| ДСК \| Дисквалифицирован \| \| ИСК \| Исключён из протокола соревнований \| \| ТТ \| Заявлен для участия только в тренировках \| \| НС \| Участвовал в квалификации, но не стартовал в гонке \| \| Т \| Травмирован или болен \| \| ОТК \| Отказ от участия \| \| НТР \| Прибыл на соревнования, но на трассу не выезжал \| \| НПР \| Был заявлен в числе участников, но не прибыл к началу соревнований \| \| О \| Соревнования отменены \| \| \| Не участвовал \| \| Поул-позиция \| \| \| Быстрый круг \| \| |                                                                    |
| Пример | Описание                                                           |
| 1 | Победитель                                                         |
| 2 | Второе место                                                       |
| 3 | Третье место                                                       |
| 5 | Финишировал, заработав очки                                        |
| Сход | Не финишировал, но при этом заработал очки                         |
| 12 | Финишировал, не получив очков                                      |
| НКЛ | Финишировал, но не попал в финальную классификацию                 |
| 15 | Участвовал вне зачёта, либо по отдельной классификации             |
| 18 | Не финишировал, но попал в финальную классификацию                 |
| Сход | Не финишировал                                                     |
| НКВ | Не прошёл квалификацию                                             |
| НПКВ | Не прошёл предквалификацию                                         |
| ДСК | Дисквалифицирован                                                  |
| ИСК | Исключён из протокола соревнований                                 |
| ТТ | Заявлен для участия только в тренировках                           |
| НС | Участвовал в квалификации, но не стартовал в гонке                 |
| Т | Травмирован или болен                                              |
| ОТК | Отказ от участия                                                   |
| НТР | Прибыл на соревнования, но на трассу не выезжал                    |
| НПР | Был заявлен в числе участников, но не прибыл к началу соревнований |
| О | Соревнования отменены                                              |
| | Не участвовал                                                      |
| Поул-позиция |                                                                    |
| Быстрый круг |                                                                    |

| Год  | Шасси            | Двигатель                     | Ш | Гонщики           | 1    | 2    | 3    | 4    | 5    | 6    | 7    | 8    | 9    | 10   | 11   | 12   | 13   | 14  | 15   | 16   | 17   | 18   | 19   | 20   | Место | Очки |
| ---- | ---------------- | ----------------------------- | - | ----------------- | ---- | ---- | ---- | ---- | ---- | ---- | ---- | ---- | ---- | ---- | ---- | ---- | ---- | --- | ---- | ---- | ---- | ---- | ---- | ---- | ----- | ---- |
| 2012 | Lotus E20        | Renault 2,4 V8                | P |                   | АВС  | МАЛ  | КИТ  | БАХ  | ИСП  | МОН  | КАН  | ЕВР  | ВЕЛ  | ГЕР  | ВЕН  | БЕЛ  | ИТА  | СИН | ЯПО  | КОР  | ИНД  | АБУ  | США  | БРА  | 4     | 303  |
| 2012 | Lotus E20        | Renault 2,4 V8                | P | Кими Райкконен    | 7    | 5    | 14   | 2    | 3    | 9    | 8    | 2    | 5    | 3    | 2    | 3    | 5    | 6   | 6    | 5    | 7    | 1    | 6    | 10   | 4     | 303  |
| 2012 | Lotus E20        | Renault 2,4 V8                | P | Ромен Грожан      | Сход | Сход | 6    | 3    | 4    | Сход | 2    | Сход | 6    | 18   | 3    | Сход |      | 7   | 19   | 7    | 9    | Сход | 7    | Сход | 4     | 303  |
| 2012 | Lotus E20        | Renault 2,4 V8                | P | Жером Д’Амброзио  |      |      |      |      |      |      |      |      |      |      |      |      | 13   |     |      |      |      |      |      |      | 4     | 303  |
| 2013 | Lotus E21        | Renault 2,4 V8                | P |                   | АВС  | МАЛ  | КИТ  | БАХ  | ИСП  | МОН  | КАН  | ВЕЛ  | ГЕР  | ВЕН  | БЕЛ  | ИТА  | СИН  | КОР | ЯПО  | ИНД  | АБУ  | США  | БРА  |      | 4     | 315  |
| 2013 | Lotus E21        | Renault 2,4 V8                | P | Кими Райкконен    | 1    | 7    | 2    | 2    | 2    | 10   | 9    | 5    | 2    | 2    | Сход | 11   | 3    | 2   | 5    | 7    | Сход |      |      |      | 4     | 315  |
| 2013 | Lotus E21        | Renault 2,4 V8                | P | Ромен Грожан      | 10   | 6    | 9    | 3    | Сход | Сход | 13   | 19   | 3    | 6    | 8    | 8    | Сход | 3   | 3    | 3    | 4    | 2    | Сход |      | 4     | 315  |
| 2013 | Lotus E21        | Renault 2,4 V8                | P | Хейкки Ковалайнен |      |      |      |      |      |      |      |      |      |      |      |      |      |     |      |      |      | 14   | 14   |      | 4     | 315  |
| 2014 | Lotus E22        | Renault Energy F1 1,6 V6      | P |                   | АВС  | МАЛ  | БАХ  | КИТ  | ИСП  | МОН  | КАН  | АВТ  | ВЕЛ  | ГЕР  | ВЕН  | БЕЛ  | ИТА  | СИН | ЯПО  | РОС  | США  | БРА  | АБУ  |      | 8     | 10   |
| 2014 | Lotus E22        | Renault Energy F1 1,6 V6      | P | Ромен Грожан      | Сход | 11   | 12   | Сход | 8    | 8    | Сход | 14   | 12   | Сход | Сход | Сход | 16   | 13  | 15   | 17   | 11   | 17   | 13   |      | 8     | 10   |
| 2014 | Lotus E22        | Renault Energy F1 1,6 V6      | P | Пастор Мальдонадо | Сход | Сход | 14   | 14   | 15   | НС   | Сход | 12   | 17   | 12   | 13   | Сход | 14   | 12  | 16   | 18   | 9    | 12   | Сход |      | 8     | 10   |
| 2015 | Lotus E23 Hybrid | Mercedes PU106A Hybrid 1,6 V6 | P |                   | АВС  | МАЛ  | КИТ  | БАХ  | ИСП  | МОН  | КАН  | АВТ  | ВЕЛ  | ВЕН  | БЕЛ  | ИТА  | СИН  | ЯПО | РОС  | США  | МЕК  | БРА  | АБУ  |      | 6     | 78   |
| 2015 | Lotus E23 Hybrid | Mercedes PU106A Hybrid 1,6 V6 | P | Ромен Грожан      | Сход | 11   | 7    | 7    | 8    | 12   | 10   | Сход | Сход | 7    | 3    | Сход | 13   | 7   | Сход | Сход | 10   | 8    | 9    |      | 6     | 78   |
| 2015 | Lotus E23 Hybrid | Mercedes PU106A Hybrid 1,6 V6 | P | Пастор Мальдонадо | Сход | Сход | Сход | 15   | Сход | Сход | 7    | 7    | Сход | 14   | Сход | Сход | 12   | 8   | 7    | 8    | 11   | 10   | Сход |      | 6     | 78   |